# Ditto Music
Ditto Music é uma empresa de distribuição de música online. Ela distribui música para 160 plataformas de música digital, incluindo Spotify, iTunes, Google Play, Amazon, VEVO, Apple Music, Beatport, Deezer e Shazam. Atualmente opera em sua sede em Liverpool, Inglaterra. E, em 2017, tinha 22 escritórios em 19 países. 

## História
Em janeiro de 2007, a Ditto Music distribuiu o álbum "Blag, Steal & Borrow" da banda Koopa, que entrou no Top 40 do Reino Unido, tornando-se a primeira parada de sucesso por uma banda independente. Esse feito acabou conquistando um lugar no Guinness Book Of World Records.

## Artistas
- Malta
- Maxsta
- Jay Diggins
- Eivoky
- Mikey Wax
- Aruba Red
- René Villa
- LK’
- Marco Ventura

## Serviços
O principal serviço de distribuição da Ditto são lançamentos ilimitados para todas as principais plataformas online em uma base de assinatura anual a partir de £19. A empresa afirma operar acordos não exclusivos com artistas que ficam com 100% de seus ganhos de royalties.
Juntamente com seu serviço principal de distribuição de música, a Ditto Music também oferece serviços de gravadoras, incluindo mídia social e apresentação de playlists para artistas independentes.

## Prêmios e indicações
Ganhou o Prêmio RECSS de Suporte ao Cliente em 2011 como "Melhor Provedor de Serviços Online".
Foi indicado para "Melhor Equipe de Distribuição" no Music Week Awards em 2013. Indicado como "Melhor gravadora/empresa de serviços para artistas" no Music Week Awards em 2017 e 2018. Também sendo indicado na lista do Sunday Times Fast Track 100 das empresas de crescimento mais rápido da Grã-Bretanha em 2017  e SME Export Track 100 em 2018.